# Sölve företagsområde
Sölve företagsområde är en stadsdel och företagsområde i Sölvesborg.